# بارانیفکا
شهر بارانیفکا (به روسی: Баранівка) در استان ژیتومیر در کشور اوکراین واقع شده‌است. جمعیت این شهر ۱۲٬۵۸۴ نفر است.